# Polyporales
Polyporales Gäum., 1926 sono un ordine di funghi basidiomiceti, dell'ordine Agaricomycetes.
Conosciute in precedenza come Aphyllophorales, i funghi di quest'ordine sono importanti decompositori del bosco. Hanno l'imenio liscio, pori come i boleti, aghi o lamelle irregolari. Alcune specie sono commestibili, altre causano patologie degli alberi.

## Tassonomia

### Famiglie di Polyporales
- Cystostereaceae
- Fomitopsidaceae
- Ganodermataceae
- Limnoperdaceae
- Meripilaceae
- Meruliaceae
- Phanerochaetaceae
- Polyporaceae
- Sparassidaceae
- Xenasmataceae[2]

### Sinonimi
- Aphyllophorales Rea, British Basidiomycetae: A handbook to the larger British fungi: 574 (1922)
- Coriolales Jülich, Bibliotheca Mycologica 85: 345 (1981)
- Fomitopsidales Jülich, Bibliotheca Mycologica 85: 347 (1981)
- Ganodermatales Jülich, Bibliotheca Mycologica 85: 347 (1981)
- Grifolales Jülich, Bibliotheca Mycologica 85: 348 (1981)
- Perenniporiales Jülich, Bibliotheca Mycologica 85: 351 (1981)
- Phaeolales Jülich, Bibliotheca Mycologica 85: 351 (1981)
- Trametales Boidin, Mugnier & Canales, Mycotaxon 66: 487 (1998)[2]